# Ельхор, Вильгельмина
Вильгельмина Ельхор (швед. Wilhelmina Gelhaar, полное имя Wilhelmina «Mina» Charlotta Gelhaar; 1837—1923) — шведская оперная певица (сопрано) и концертная исполнительница.
Благодаря своим ролям колоратурного сопрано, красивой внешности и приятному характеру, была одной из самых популярных певиц своего времени.

## Биография
Родилась 8 октября 1837 года в Стокгольме в семье музыканта-гобоиста Королевского придворного оркестра Фредрика Ельхора и его жены — оперной певицы Матильды Фредрики.
Родители позаботились о том, чтобы их дочь получила музыкальное образование, отправив её в школу Королевского театра, где она училась у Юлиуса Гюнтера и Исака Альберта Берга. Следуя по стопам матери, Вильгельмина дебютировала на сцене в 1858 году в роли Сюзанны в «Свадьбе Фигаро» и продолжала выступать до 1866 года. Она сыграла множество ролей, в том числе Розину в «Севильском цирюльнике», Церлину в «Дон Жуане», Памину в «Волшебной флейте», Адину в «Любовном напитке» и Маргариту в опере «Гугеноты».
Она выступила в шведской премьере оперы-комик «Villars dragoner» Эме Майяра в 1863 году, сыграв Розу Фрике, а также в партии Евдоксии в опере «Жидовка» Фроманталя Галеви в 1866 году. Выступала и как концертная певица.
Умерла 17 февраля 1923 года в Стокгольме.

### Личная жизнь
В 1867 году Вильгельмина Ельхор вышла замуж за директора Королевской оперы Эжена фон Стедингка, который умер в 1871 году. Во второй Вильгельмина была замужем за судьёй Верховного суда, членом Палаты депутатов Августом Валленстееном (August Wallensteen). Её сын — Ханс Людвиг фон Стедингк, тоже стал директором Королевской оперы; дочь — Гулли Ельхор-Рудберг (Gulli Gelhaar-Rudberg, род. 1859), как и мать стала оперной певицей (сопрано).